# Peder Clason

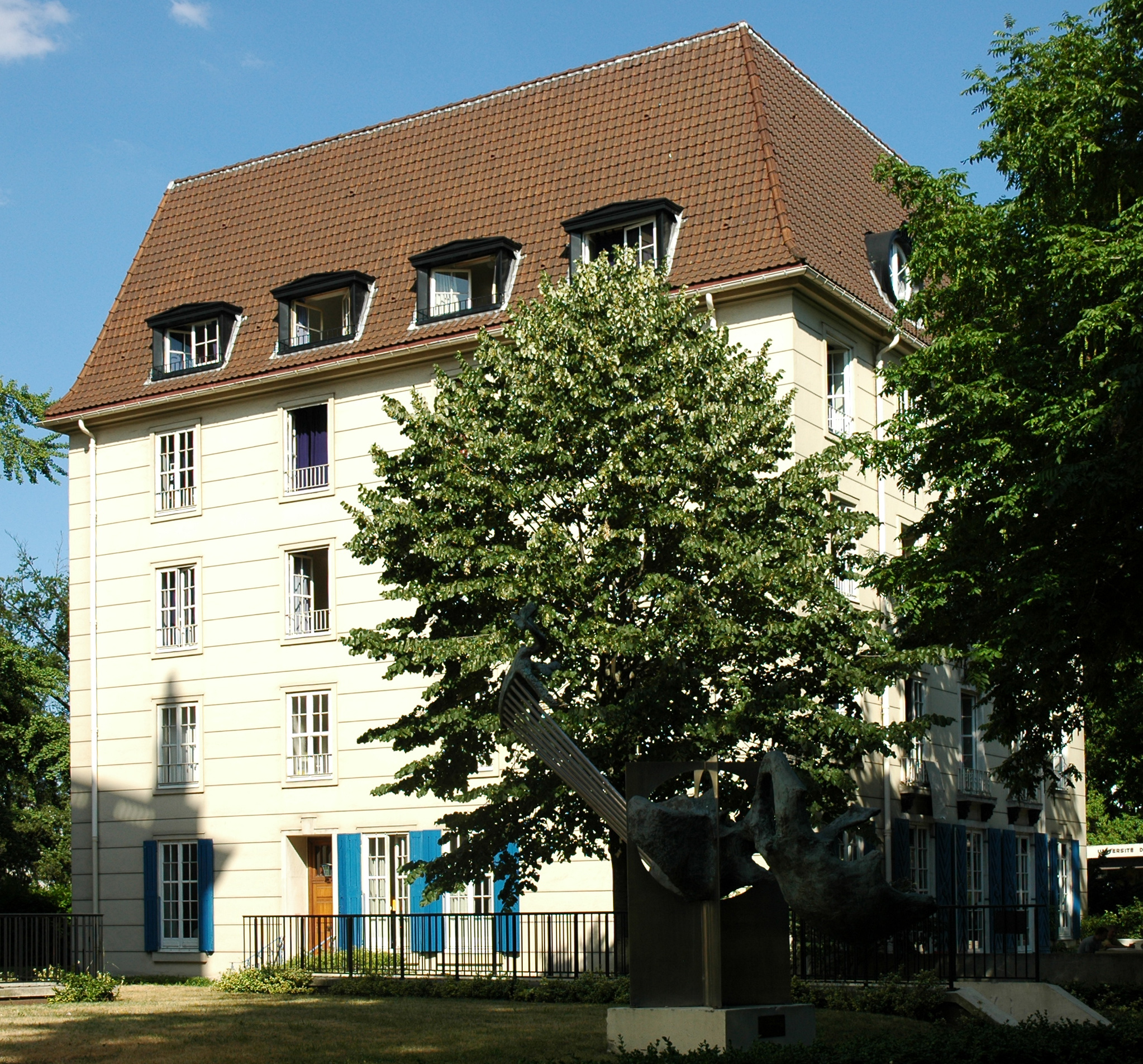
Casa dels Estudiants Suecs de la Ciutat internacional universitària de París.

Peder Clason (Estocolm, 1894 - Rättvik, 1956) fou un arquitecte suec. Autor del Pavelló de Suècia per a l'Exposició Internacional de Barcelona de 1929, d'estil neoplasticista, que incloïa una gran torre denominada "Funkis", abreviatura de funcionalisme en suec. Tant l'edifici com la torre es van desmuntar després de l'Exposició i es van reconstruir a Berga, on el pavelló serví d'escola fins a la Guerra Civil, essent enderrocat el conjunt a principis de la dècada del 1960. En l'actualitat existeix un projecte per a reconstruir la torre junt al Museu Olímpic de Barcelona, prop de la seva ubicació original.

## Altres obres
- Casa dels Estudiants Suecs de la Ciutat internacional universitària de París (1931).
- Pavelló de Suècia per a l'Exposició General de primera categoria de Brussel·les (1935).